# Мала Ушиця
Мала Ушиця — річка в Україні, у Ярмолинецькому районі Хмельницької області. Права притока Ушиці (басейн Дністра).

## Опис
Довжина річки приблизно 7,1 км.

## Розташування
Бере початок на південному заході від Баранівки. Тече переважно на північний захід і у Сутківцях впадає у річку Ушицю, ліву притоку Дністра.